# MoveMeant
MoveMeant è l'album studio di debutto del cantautore R&B Mohombi. È stato pubblicato il 28 febbraio 2011 dall'etichetta di RedOne in joint venture con la Universal, 2101 Records. L'album è stato preceduto dal singolo, Bumpy Ride il 4 agosto 2010. Mohombi ha descritto il suono dell'album come musica pop dalle influenze africane.

## Tracce
1. Bumpy Ride - 3:46
2. Dirty Situation" (featuring Akon) - 3:40
3. Coconut Tree" (featuring Nicole Scherzinger) - 3:38
4. Love in America - 4:42
5. Miss Me" (featuring Nelly) - 3:21
6. Sex Your Body - 3:58
7. Say Jambo - 3:14
8. Lovin' - 3:20
9. Do Me Right - 3:10
10. Match Made in Heaven - 4:19
11. Bumpy Ride" (featuring Pitbull) - 3:45

## Classifiche
| Classifica (2011) | Posizione massima |
| ----------------- | ----------------- |
| Belgio (Fiandre)  | 69                |
| Francia           | 79                |
| Svezia            | 43                |